# Veljunska Glina
Veljunska Glina – wieś w Chorwacji, w żupanii karlowackiej, w mieście Slunj. W 2011 roku liczyła 17 mieszkańców.